# 神谷まりな
神谷 まりな（かみや まりな・1988年12月1日 - ）は、日本の女性モデル・レースクイーンである。愛称は「まりりん」。
愛知県豊橋市出身。ティースタイルマネージメント所属。

## 略歴
- 3兄妹の長女（兄と弟がいる[2]）として愛知県豊橋市に生まれる。
- 2012年、パチンコ・パチスロ番組『銀玉王』から生まれた「リーチエンジェル」の東海版“東海リーチエンジェル”の一員として活動（2013年2月まで）[4][5]。
- 2013年、SUPER GT『ZENT sweeties』の一員としてレースクイーンデビュー。同年7月、日本レースクイーン大賞・新人グランプリに選ばれる。
- 2014年はレースクイーンの仕事を行わず、撮影会を中心にモデル業を続けていたが、2015年、ZENT sweetiesに復帰し再びレースクイーン活動を行った[3]。

## 人物
- 3歳から中3までピアノを習っていた[6]。
- 18歳の頃からレースクイーンに憧れており、リーチエンジェルの仕事をきっかけにその夢を実現させた[6]。レースクイーンをしていなかった2014年は花屋でアルバイトをしながら仕事を続けていたという[7]。
- 「北川彩」の芸名でレースクイーン活動をした過去があるタレントの朝比奈彩と仲が良く、ブログにも度々登場する[8]。

## 出演

### イベント
- 東京オートサロン「TWSプリンセス」（2014年1月）共演：西村いちか、森紗羅、小林レイミ、坂本くるみ、咲月美優
- 名古屋オートトレンド「FLEXガール」（2014年2月）[9]

### 広告
- 春日井グリーンキャメロット（現「クラブ ドゥ クレール迎賓館」）ウエディングモデル（2013年）[10]